# SL大樹
SL大樹（SLたいじゅ）は、東武鉄道が鬼怒川線の下今市駅 - 鬼怒川温泉駅間で運行している蒸気機関車（SL）牽引列車の愛称である。
本項ではSL大樹のほか、同区間をディーゼル機関車（DL）牽引で運行する「DL大樹」、日光線を運行する「SL大樹ふたら」についても記述する。

## 概要

### SL大樹
2017年（平成29年）8月10日から、東武鬼怒川線下今市駅 - 鬼怒川温泉駅間でほぼ毎日運行されている。東武鉄道におけるSLの運行は、1966年（昭和41年）6月に佐野線で廃止されて以降、約51年ぶりの復活となる。
定期的に蒸気機関車によって牽引・運転される列車は大井川鐵道・真岡鐵道・秩父鉄道など地方中小私鉄や、東日本旅客鉄道（JR東日本）などJRグループには存在するが、大手私鉄にて運転されるのは東武鉄道の「SL大樹」が唯一である。

### DL大樹
ディーゼル機関車（DL）が単独牽引する列車として「DL大樹」が存在する。最初に設定されたのは2017年（平成29年）9月30日で、この時はSL不調による代走扱いであった。
その後も代走として不定期に運行されていたが、2018年（平成30年）には事前予告の上で設定された。さらに2020年（令和2年）6月6日のダイヤ改正からは定期的な運行も設定され、同年10月31日に実際の運行を開始した（SL2往復・DL2往復）。
編成は「SL大樹」からSLと車掌車を抜いたものとなる。
全車座席指定で、SL座席指定料金は17 kmまで大人1,000円・小児300円、18 km以上20 kmまで大人1,150円・小児300円である。DL座席指定料金（大人750円・小児200円、延長運転時は距離別料金）が適用される。なおSLの突発的な不調による代走時はSLの料金を全額返金した。

### SL大樹ふたら
2020年（令和2年）10月3日から、旅行商品専用の団体列車として「SL大樹ふたら」の運行が開始された。毎月1回程度の運行とされ、コースによって鬼怒川温泉駅または下今市駅から東武日光駅までの間を往復運行する。「ふたら」の名称は男体山の古名である「二荒山」にちなむ。
2021年（令和3年）10月16日からは定期的な運行を開始し、一般客も乗車できる列車とされた。運行日には下今市発東武日光行きの「SL大樹ふたら」71号と、東武日光発鬼怒川温泉行きの「SL大樹ふたら」72号の1往復が運転される。
編成は基本的に「SL大樹」と同一であるが、下今市駅で進行方向が変わることと、東武日光駅構内に転車台がないことから必ずDLが連結され、上り方向での運転ではDLが先頭となる。
なお東武鉄道の旅客営業規則では、DL牽引列車を想定した「DL大樹ふたら」の列車名が定められているが、2025年（令和7年）4月時点で通常のダイヤ編成における設定はない。

## 運行概況
「SL大樹」および後述の「DL大樹」「SL大樹ふたら」の3列車から1つまたは2つを運行する形で、運行パターンA - Gの7種類のダイヤ編成が設定されている。いずれにも該当しない特別ダイヤの場合は運行パターンHとなり、列車・時刻はその都度公表される。
「DL大樹」を含めるとほぼ毎日設定されており、3種類全てが運休となるのは月に数日である。
| 列車名       | 列車名 | 運行区間                | A | B | C | D | E | F | G | H        |
| ------------ | ------ | ----------------------- | - | - | - | - | - | - | - | -------- |
| SL大樹       | 1号    | 下今市駅→鬼怒川温泉駅   | ○ |   | ○ | ○ | ○ |   |   | 特別運行 |
| SL大樹       | 3号    | 下今市駅→鬼怒川温泉駅   | ○ |   |   |   |   |   | ○ | 特別運行 |
| SL大樹       | 5号    | 下今市駅→鬼怒川温泉駅   | ○ |   | ○ | ○ |   |   |   | 特別運行 |
| SL大樹       | 7号    | 下今市駅→鬼怒川温泉駅   | ○ |   |   |   | ○ |   | ○ | 特別運行 |
| SL大樹       | 2号    | 鬼怒川温泉駅→下今市駅   | ○ |   | ○ | ○ | ○ |   |   | 特別運行 |
| SL大樹       | 4号    | 鬼怒川温泉駅→下今市駅   | ○ |   |   |   |   |   | ○ | 特別運行 |
| SL大樹       | 6号    | 鬼怒川温泉駅→下今市駅   | ○ | ○ | ○ | ○ | ○ |   |   | 特別運行 |
| SL大樹       | 8号    | 鬼怒川温泉駅→下今市駅   | ○ |   |   |   | ○ |   | ○ | 特別運行 |
| DL大樹       | 1号    | 下今市駅→鬼怒川温泉駅   |   |   |   |   |   | ○ |   | 特別運行 |
| DL大樹       | 3号    | 下今市駅→鬼怒川温泉駅   |   |   | ○ |   |   |   |   | 特別運行 |
| DL大樹       | 5号    | 下今市駅→鬼怒川温泉駅   |   |   |   |   |   | ○ |   | 特別運行 |
| DL大樹       | 7号    | 下今市駅→鬼怒川温泉駅   |   |   | ○ |   |   |   |   | 特別運行 |
| DL大樹       | 2号    | 鬼怒川温泉駅→下今市駅   |   |   |   |   |   | ○ |   | 特別運行 |
| DL大樹       | 4号    | 鬼怒川温泉駅→下今市駅   |   |   | ○ |   |   |   |   | 特別運行 |
| DL大樹       | 6号    | 鬼怒川温泉駅→下今市駅   |   |   |   |   |   | ○ |   | 特別運行 |
| DL大樹       | 8号    | 鬼怒川温泉駅→下今市駅   |   |   | ○ |   |   |   |   | 特別運行 |
| SL大樹ふたら | 71号   | 下今市駅→東武日光駅     |   | ○ |   |   | ○ |   |   | 特別運行 |
| SL大樹ふたら | 72号   | 東武日光駅→鬼怒川温泉駅 |   | ○ |   |   | ○ |   |   | 特別運行 |

### 停車駅
SL大樹・DL大樹
下今市駅 - 東武ワールドスクウェア駅 - 鬼怒川温泉駅
SL大樹ふたら
東武日光駅 - 下今市駅 → 東武ワールドスクウェア駅 → 鬼怒川温泉駅
- 下今市駅 - 鬼怒川温泉駅は72号のみ運行。

### 使用車両・編成
通常は先頭から順に「SL+車掌車+客車」の編成で運行される。客車は3両編成であるが、後述の12系の導入によって4両編成化する予定がある。また、「SL大樹ふたら」の運行がある日はDLを連結する。
借り入れ機のC11 207を除いて車両の車籍は全て東武鉄道だが、客車と車掌車は東武博物館所有となっている。

#### 蒸気機関車
C11 207
北海道旅客鉄道（JR北海道）からの借り入れ機。2016年（平成28年）8月19日に到着し、2017年（平成29年）8月10日から運行している。
C11 325
真岡鐵道からの譲受機。2019年（平成31年）3月25日に一般公募入札で東武鉄道が1億2,500万円で落札し、2020年（令和2年）7月30日付で譲受。同年12月26日付で車籍編入（入籍）し、同日に運行を開始した。
C11 123
江別市で保存されていた、江若鉄道が導入した（その後雄別炭礦鉄道・釧路開発埠頭へ譲渡され廃車）蒸気機関車。2018年（平成30年）に譲受し、当初は2021年（令和3年）冬の動体復元完了を目指していた。なお、元の車両番号は「C111」表記であったが、2020年（令和2年）に東武鉄道が創立123周年となったことや、3両目のSLであることなどから、独自の付番として123号機の車番が与えられた。2021年（令和3年）12月24日に火入れ式が行われ、この時点では翌2022年（令和4年）春に営業運転を開始予定としていた。その後同年6月に動体復元が完成し、7月18日より運行されている。
本機のみ、SLに直接ATSを搭載したことから、2024年（令和6年）4月13日の運転より車掌車の連結が不要になった。

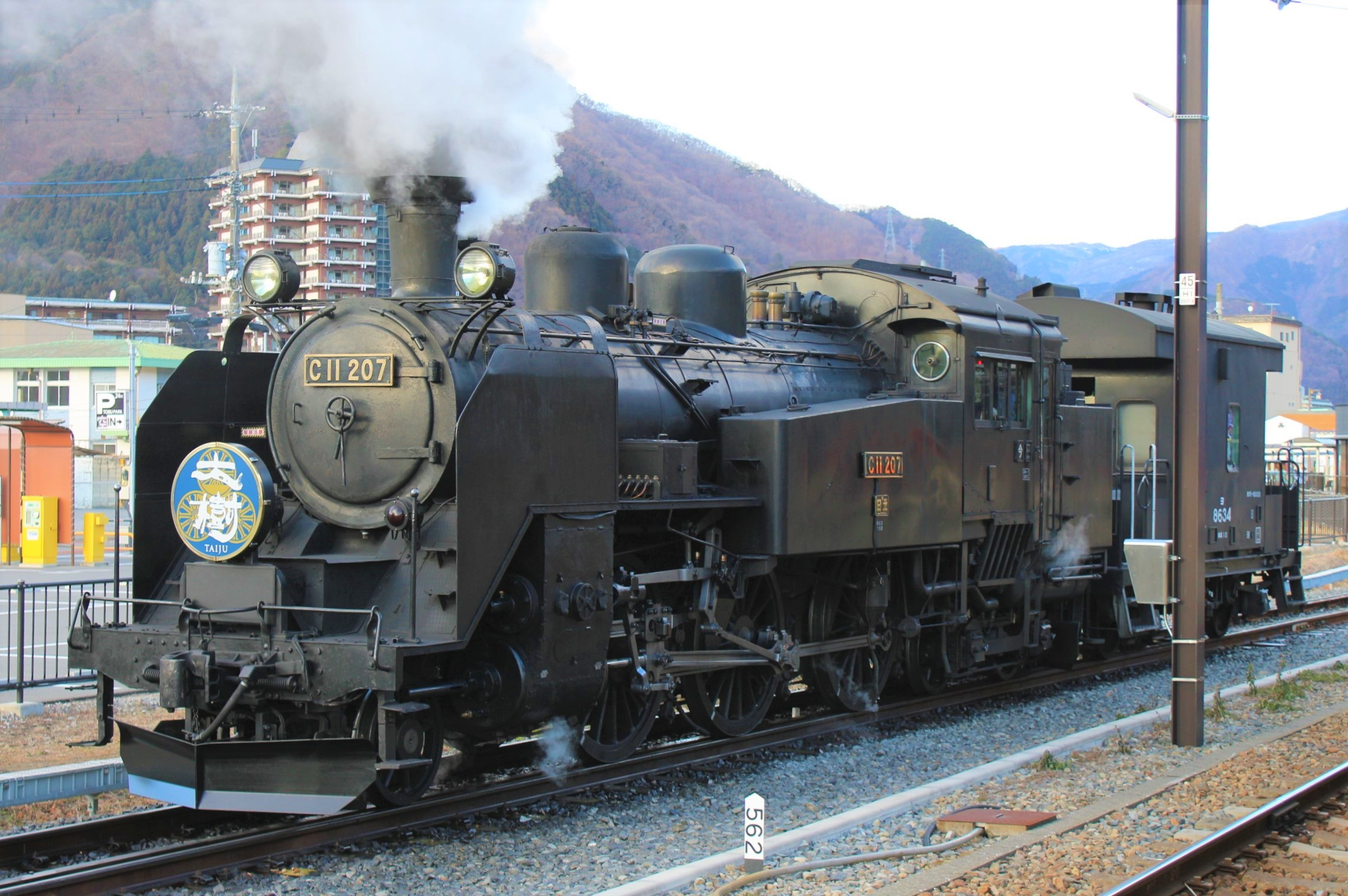
C11 207
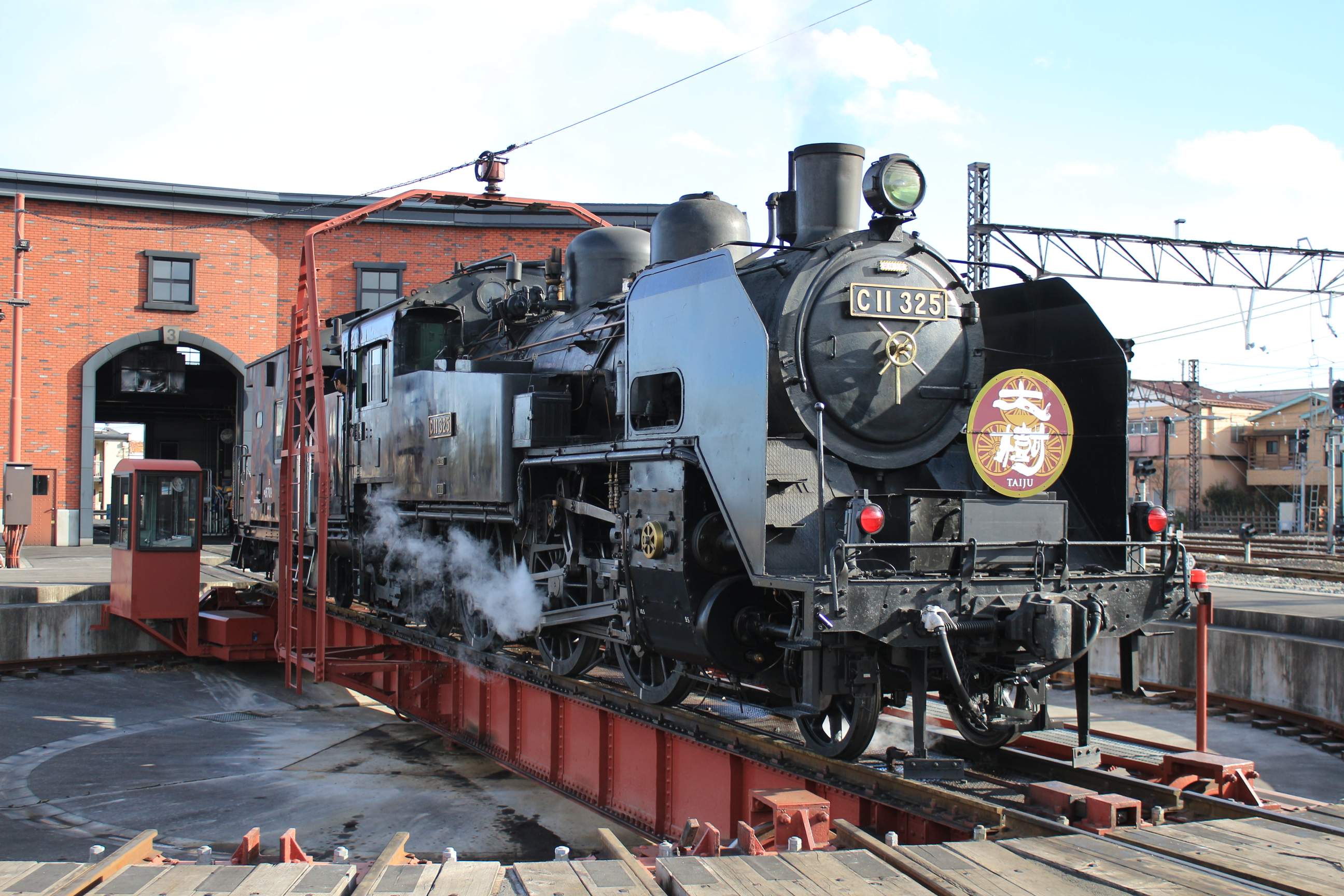
C11 325
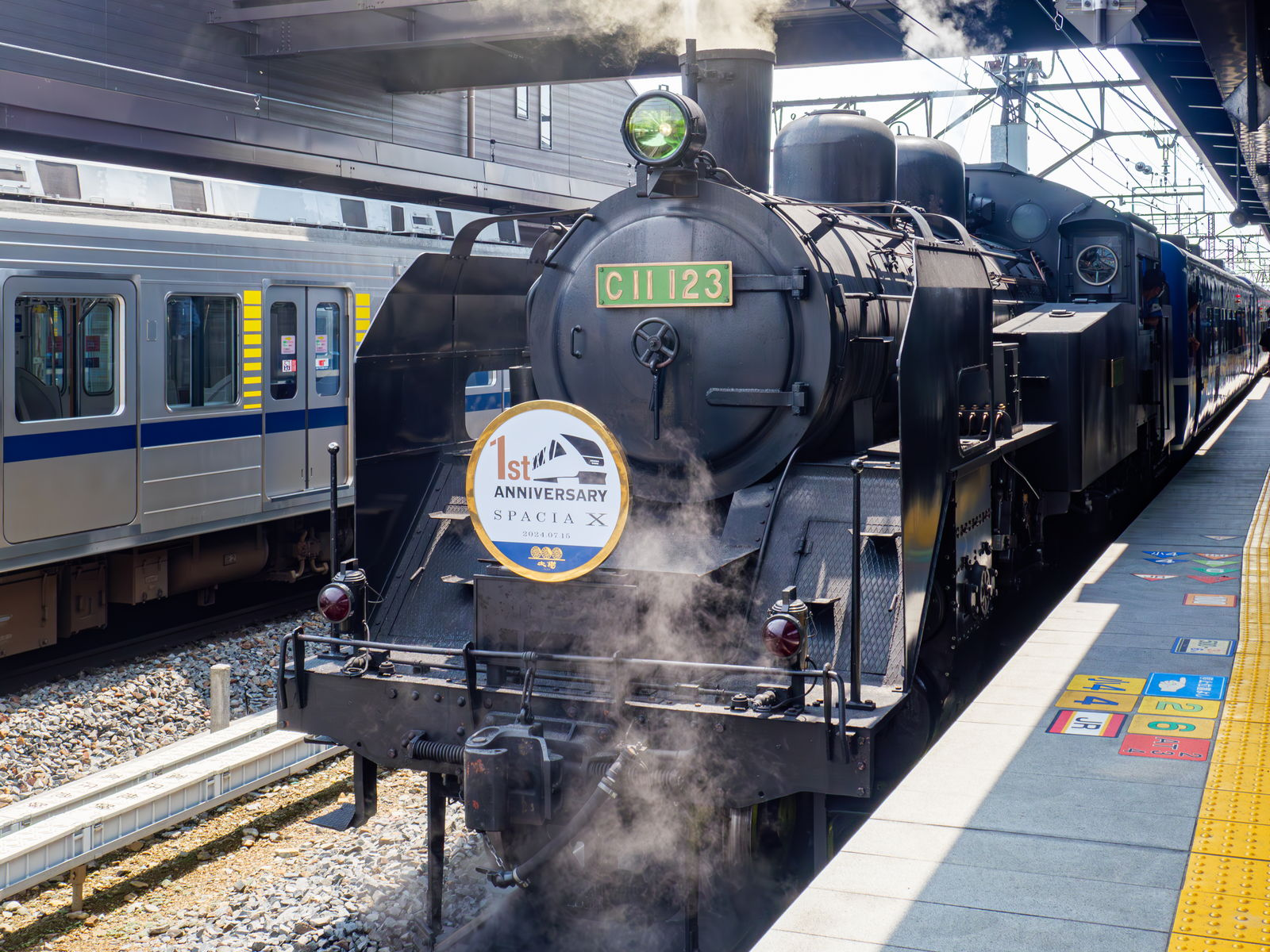
C11 123

#### ディーゼル機関車
DE10形（DE10 1099・1109）
JR東日本からの譲受機。DE10 1099は2016年（平成28年）12月に、DE10 1109は2020年（令和2年）4月に譲受した。運行開始当初は最後尾に連結される後部補機で、上り勾配での速度維持に用いられた。しかしその後のSL単独運転試験の結果、後部のDLは不要と判断されたため、通常は連結されない。2021年（令和3年）12月現在は「DL大樹」の本務機であるほか、SLの不調時、「SL大樹ふたら」での運行の際に機回し設備のない東武日光駅から運行する時に使用される。
DE10 1099は国鉄色、DE10 1109はJR北海道のDD51形ブルートレイン牽引機に似せた青色に金帯の塗装となっている。

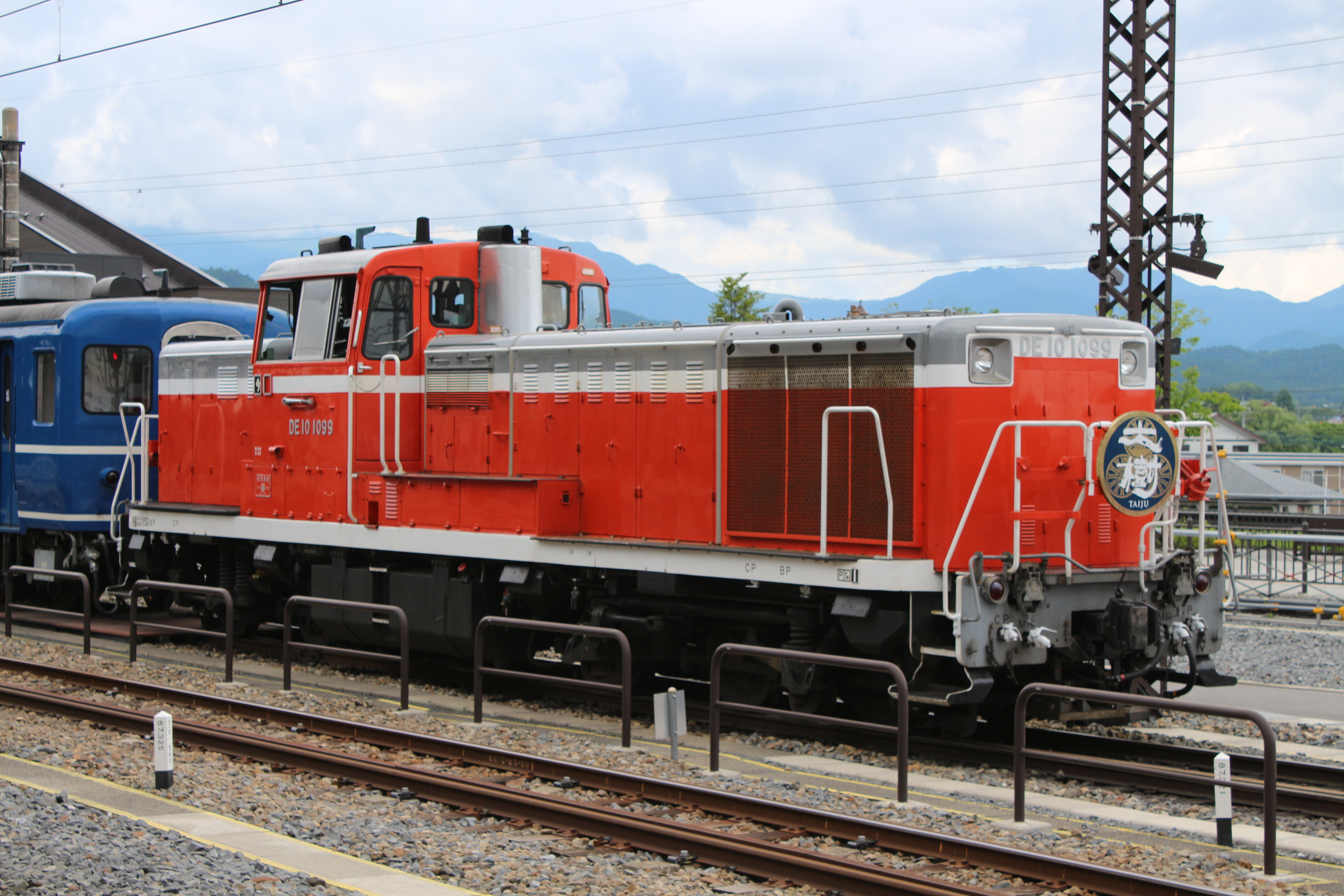
DE10 1099
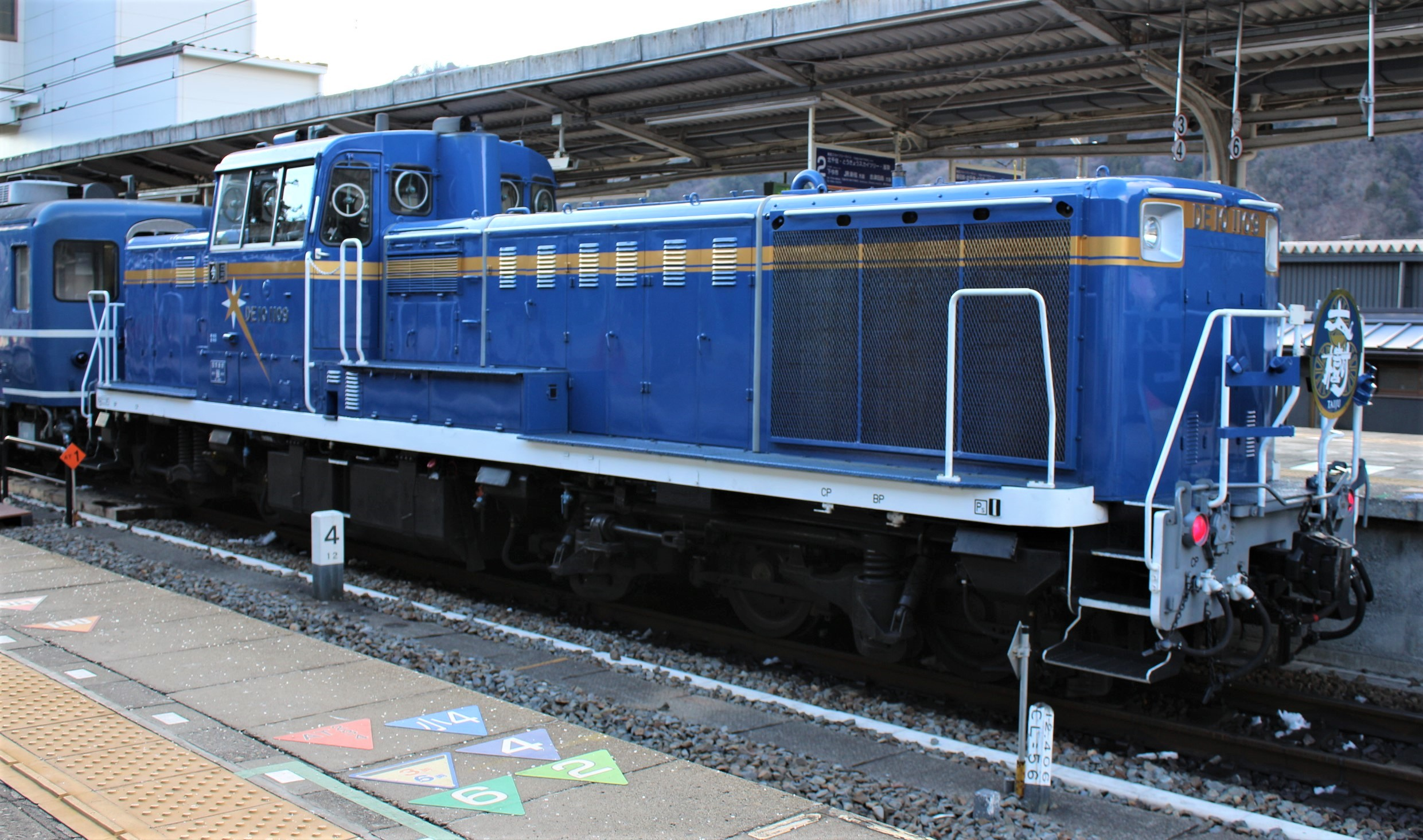
DE10 1109

#### 客車
14系（スハフ14 1・5・501、オハ14 1・505、オハフ15 1）
JRから譲受した客車（0番台は四国旅客鉄道（JR四国）、500番台はJR北海道から）。なお、スハフ14 1・5、オハ14 1、オハフ15 1は2017年（平成29年）5月14日付で、オハ14 505は2019年（平成31年）2月27日付で、スハフ14 501は2020年（令和2年）7月30日付でそれぞれ入籍した。
オハ14 505は元ドリームカー（急行「はまなす」指定席用として座席をグリーン車からの発生品に交換した車両）。2019年（平成31年）4月13日に運行を開始した。
ドリームカー以外の車両には背もたれを倒した状態を維持させるストッパーがない簡易リクライニングシートが用いられている。
2021年（令和3年）5月26日にスハフ14 5がぶどう色2号一色に塗色変更された状態で公開され、同年6月19日より運行を開始した。
なおオハ14 504、スハフ14 508もオハ14 505、スハフ14 501と一緒に甲種輸送で搬入されているが入籍していない。

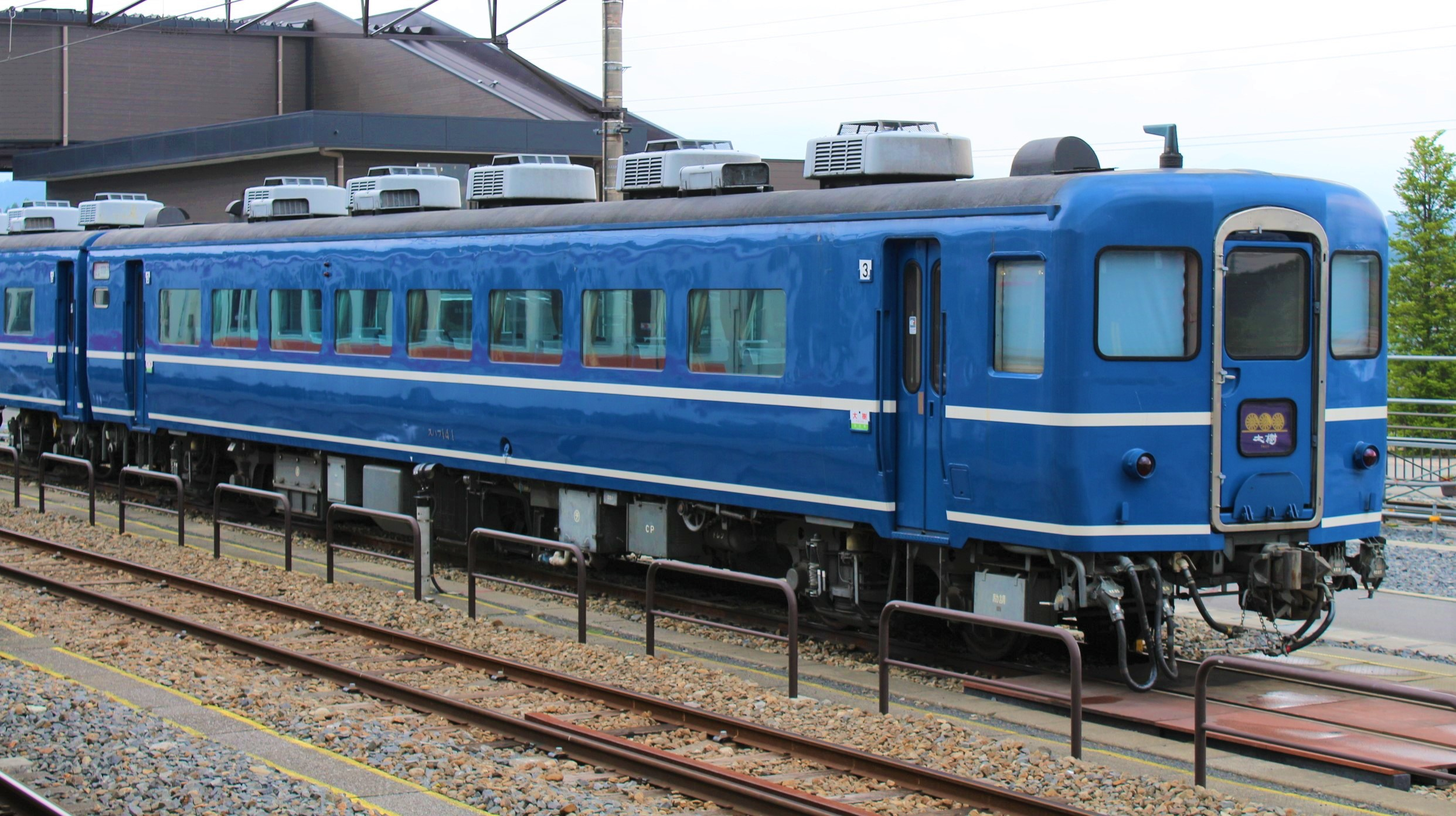
スハフ14 1
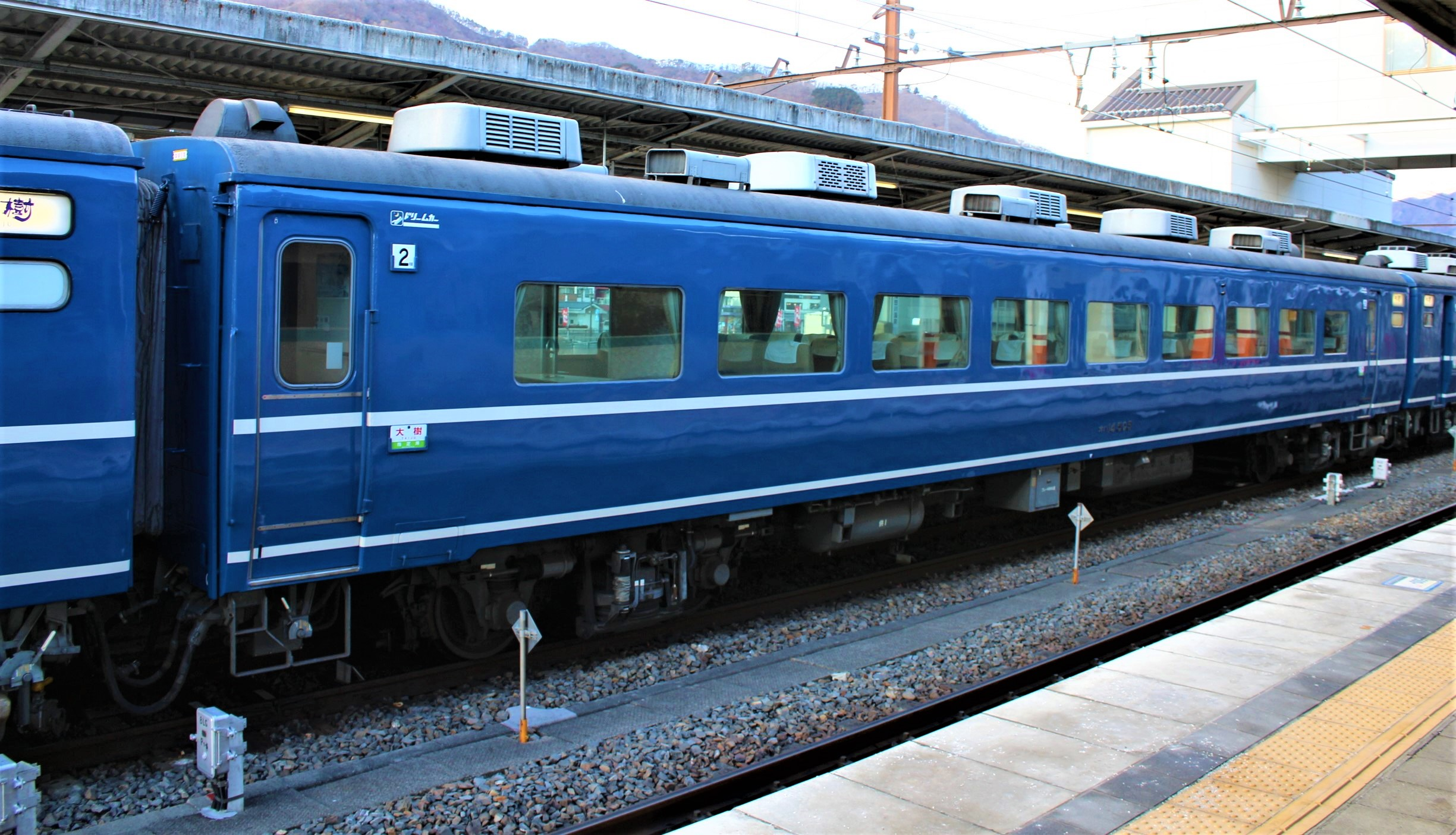
オハ14 505
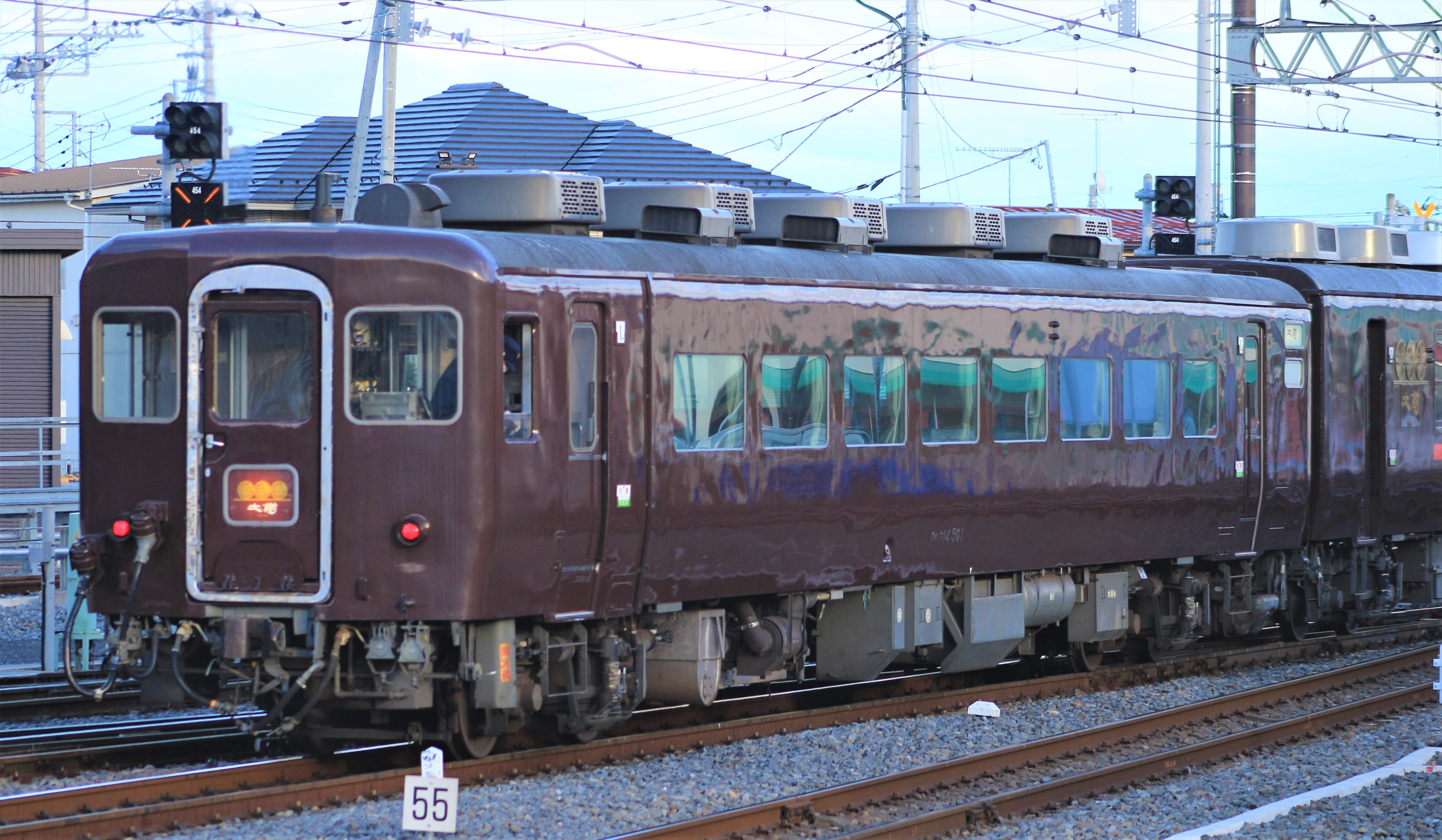
スハフ14 501
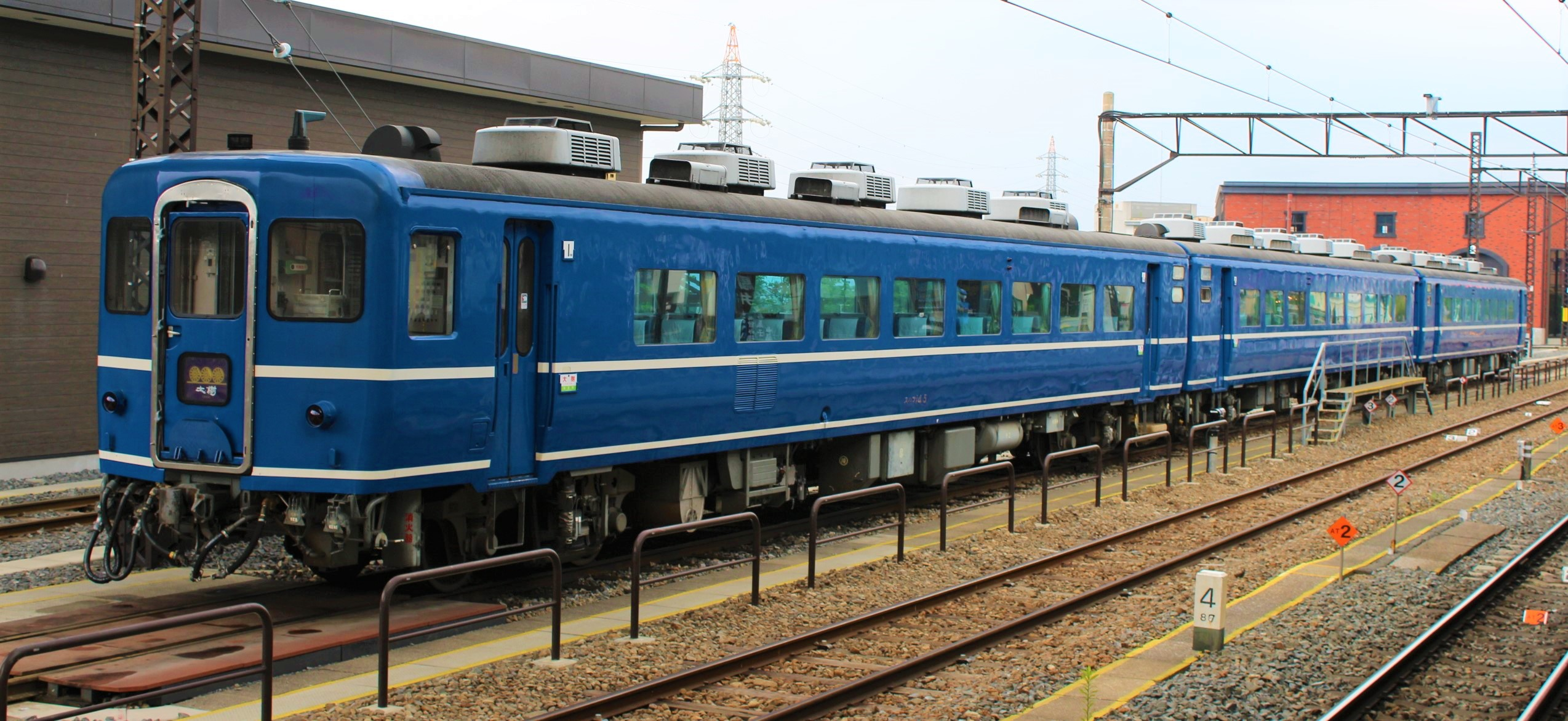
スハフ14 5
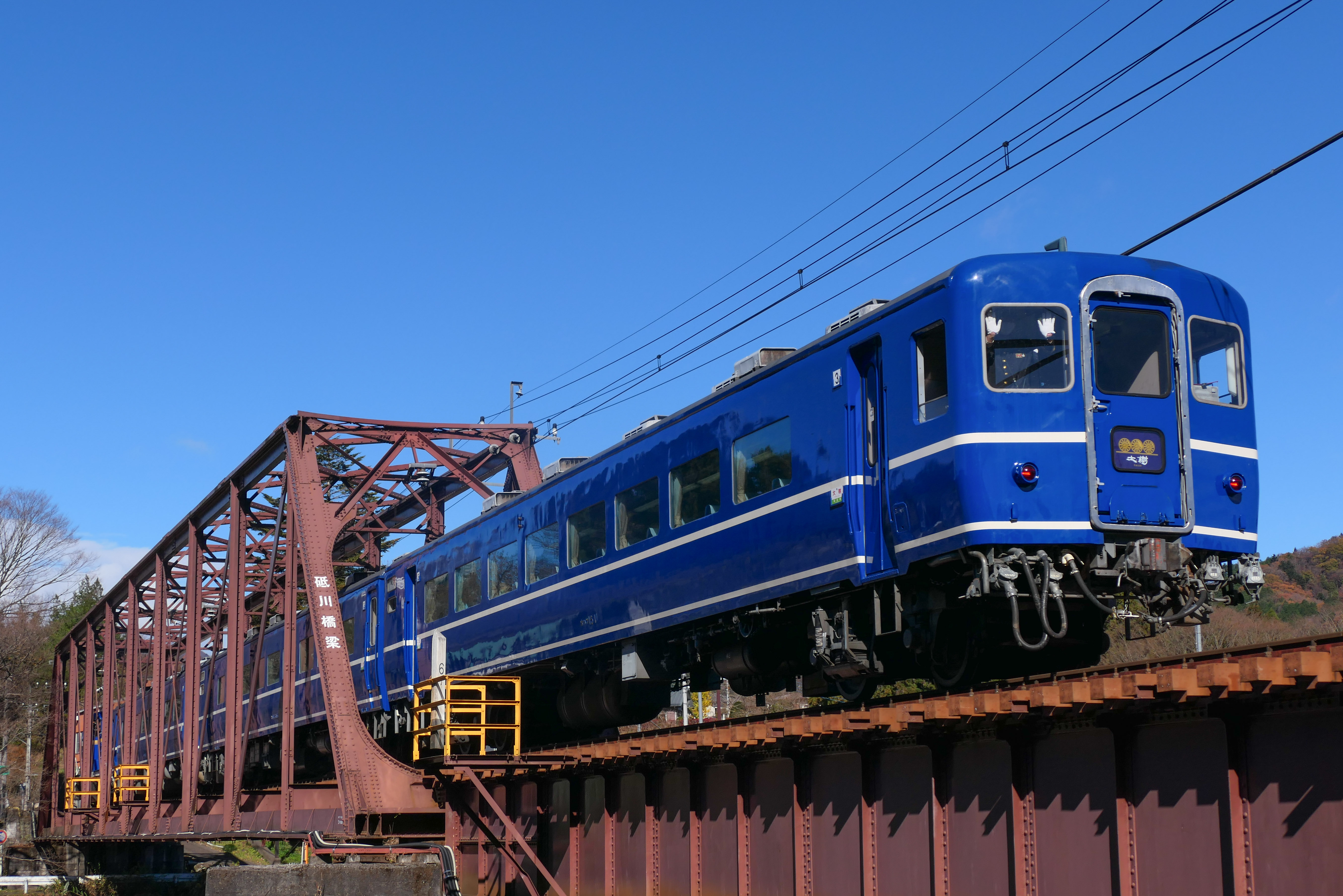
オハフ15 1

12系（オハテ12 1・2）
元はJR四国から譲受したオロ12形客車（オロ12 5・10）で、JR四国時代に座席の取り替えを行っていた。当初は部品取り車として放置されていたが、展望車化と座席取り替えの改造を施し、2021年（令和3年）10月13日付で入籍、同年10月17日に「DL大樹展望車お披露目ツアー」で運行を開始。一般列車では同年11月4日に運行を開始した。

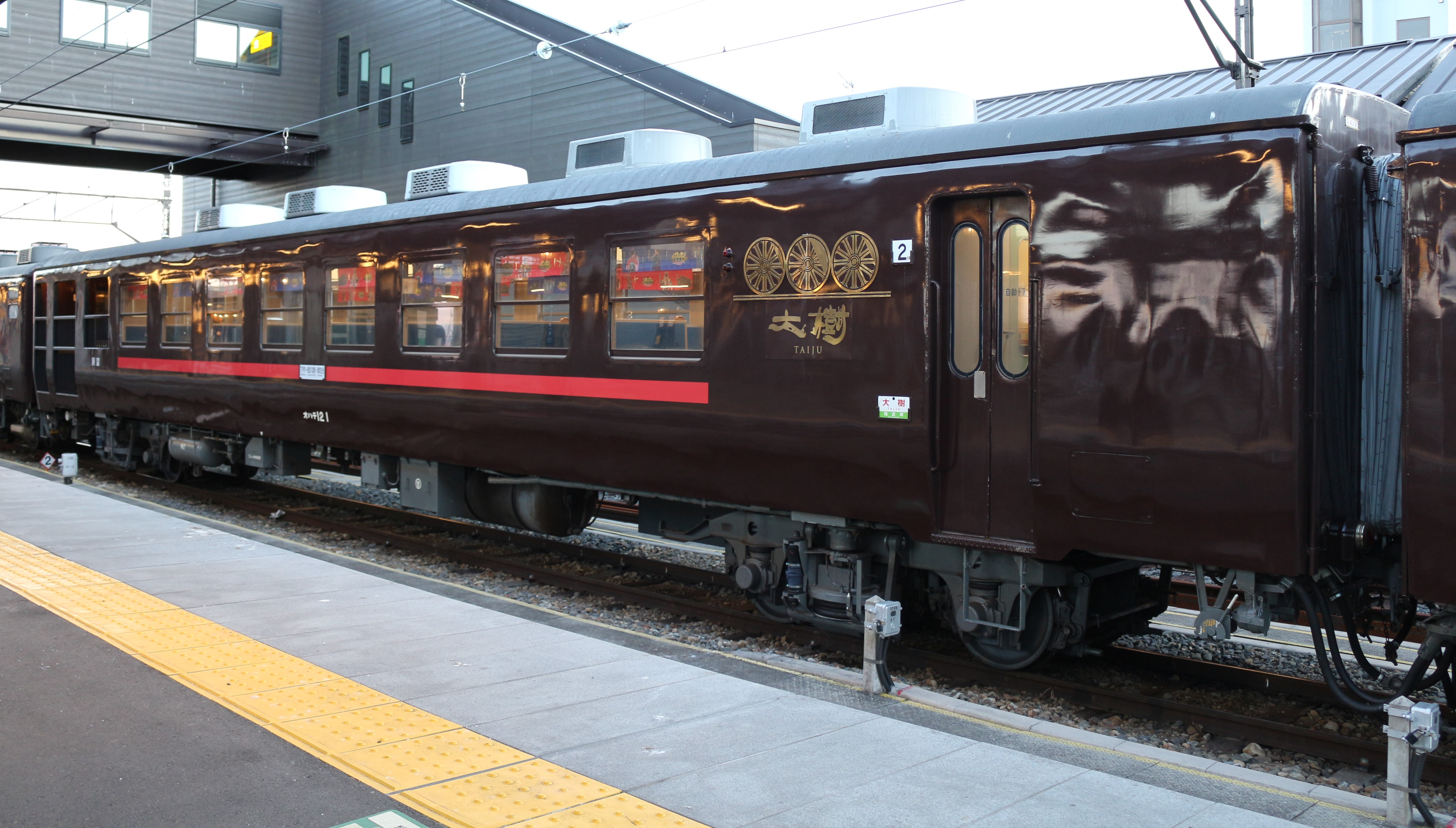
オハテ12 1
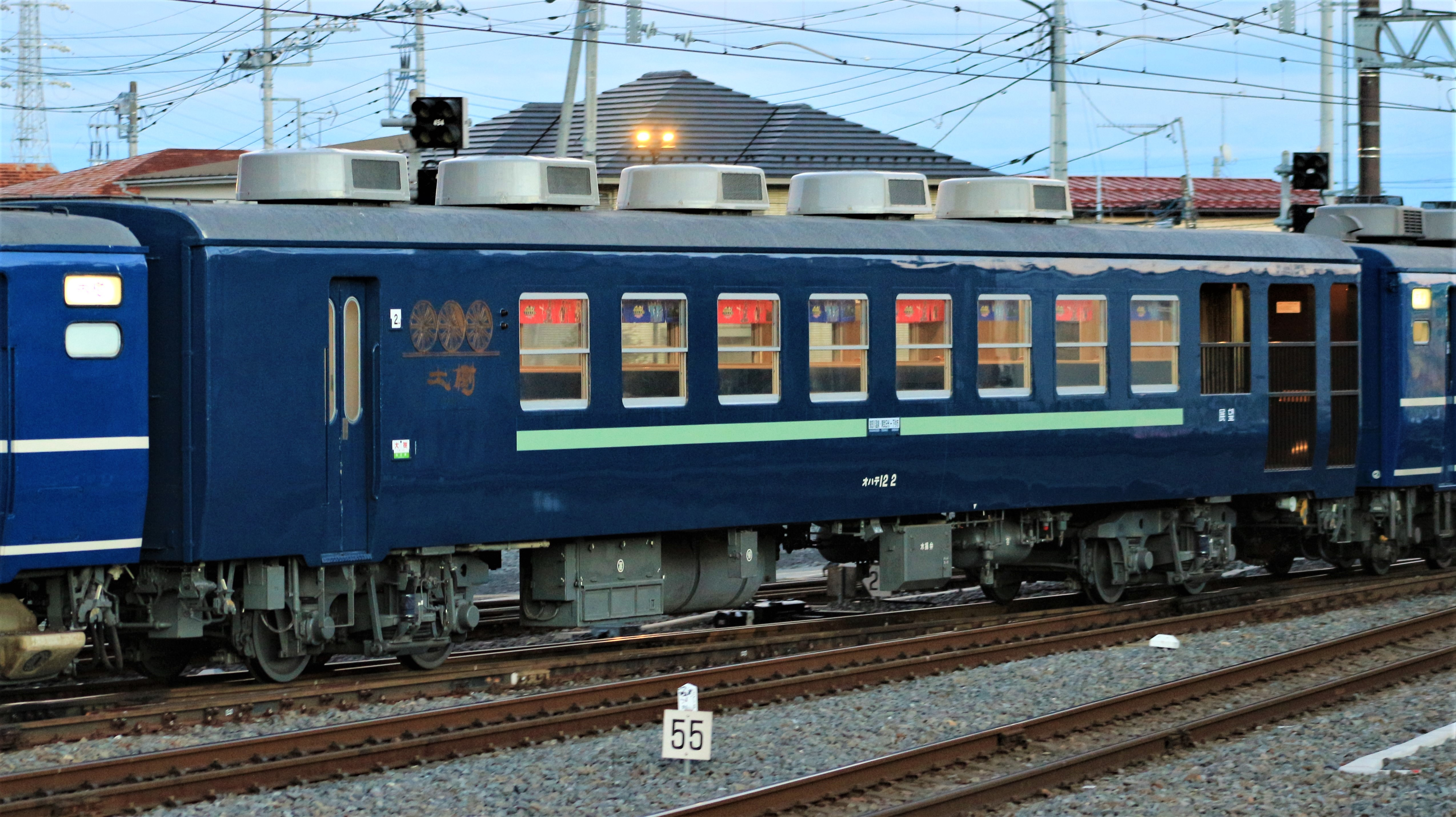
オハテ12 2

#### 車掌車
ヨ8000形（ヨ8634・8709）
JRから譲受した車掌車（ヨ8634は日本貨物鉄道（JR貨物）、ヨ8709は西日本旅客鉄道（JR西日本）から）。いずれも2017年（平成29年）5月14日付で入籍した。東武形ATS（TSP）を搭載し、SLの次位に連結される（DL牽引時は連結されない）。前述の通り、C11 123が牽引する場合に限り、車掌車の連結は不要である。

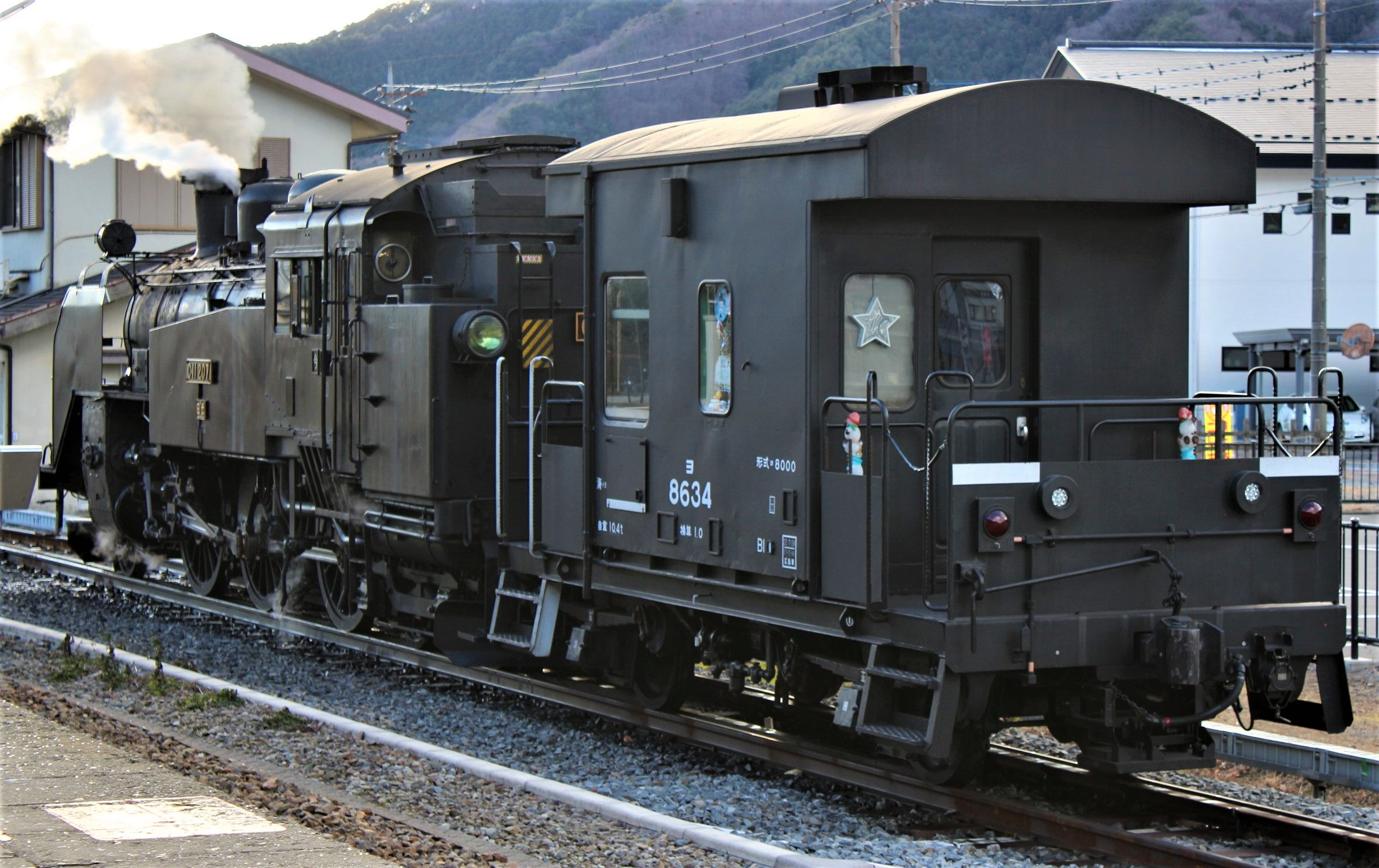
ヨ8634
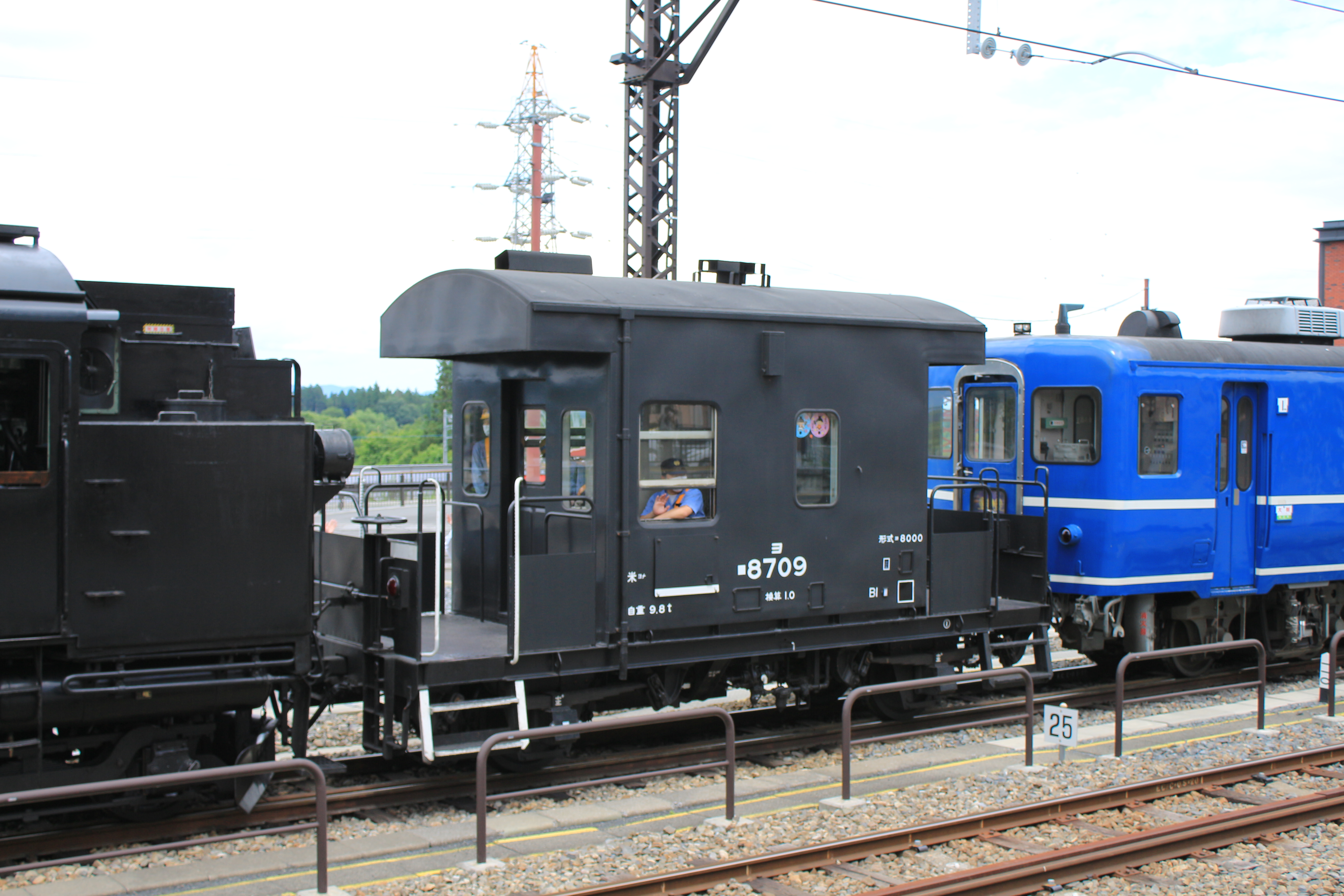
ヨ8709

## 沿革
- 2015年（平成27年）8月10日：東武鉄道が、北海道旅客鉄道（JR北海道）が保有するSLの1両を借り受けて2017年（平成29年）度をめどに運行開始予定であると発表する[39]。
- 2016年（平成28年）1月18日：「SL大樹」の愛称が発表される[40]。
- 2017年（平成29年）
  - 1月18日：運行計画が公表され、開始日が同年8月10日と発表[41]。
  - 8月10日：C11 207による「SL大樹」が運行を開始[17]。
- 2019年（平成31年）
  - 4月13日：元「はまなす」ドリームカーのオハ14 505が運行を開始[28][29]。
  - 4月30日：DL大樹臨時夜行列車「ありがとう平成・こんにちは令和号」を南栗橋駅 - 鬼怒川温泉駅間で運転[42][43]。
- 2020年（令和2年）
  - 4月11日：新型コロナウイルス感染症流行の影響により運転を見合わせ。同年7月4日に再開[44][45]。
  - 6月6日：ダイヤ改正、「DL大樹」を定期的に設定し、「SL大樹」とともにそれぞれ2往復の合計4往復運行とする[46]。ただし上記のCOVID-19流行拡大に伴う運転見合わせが続いており、実際の運行開始は先送りとなった。
  - 10月3日：「SL大樹ふたら」が運行を開始[9][10]。
  - 10月31日：「DL大樹」が運行を開始[6]。
  - 12月26日：C11 325が運行を開始[20]。
- 2021年（令和3年）
  - 10月16日「SL大樹ふたら」の定期的な運行を開始[11]。
  - 10月17日：オハテ12形が運行を開始[38]。
- 2022年（令和4年）
  - 2月12日：団体臨時列車として「DL大樹」が野岩鉄道・会津鉄道に乗り入れ、下今市駅 - 会津田島駅間を運行[47][48][49]。
  - 3月12日：ダイヤ改正により、列車番号を見直し。号数通りとする。
  - 7月18日：C11 123が運行を開始[23][24]。
- 2023年（令和5年）
  - 9月23日・24日：団体臨時列車として「DL大樹」が野岩鉄道会津鬼怒川線・会津鉄道会津線・JR東日本只見線経由で会津若松駅まで初めて運行[50][51]。
- 2025年（令和4年）4月5日・6日：団体臨時列車として「DL大樹」が会津若松駅まで運行[52][53]。

## その他

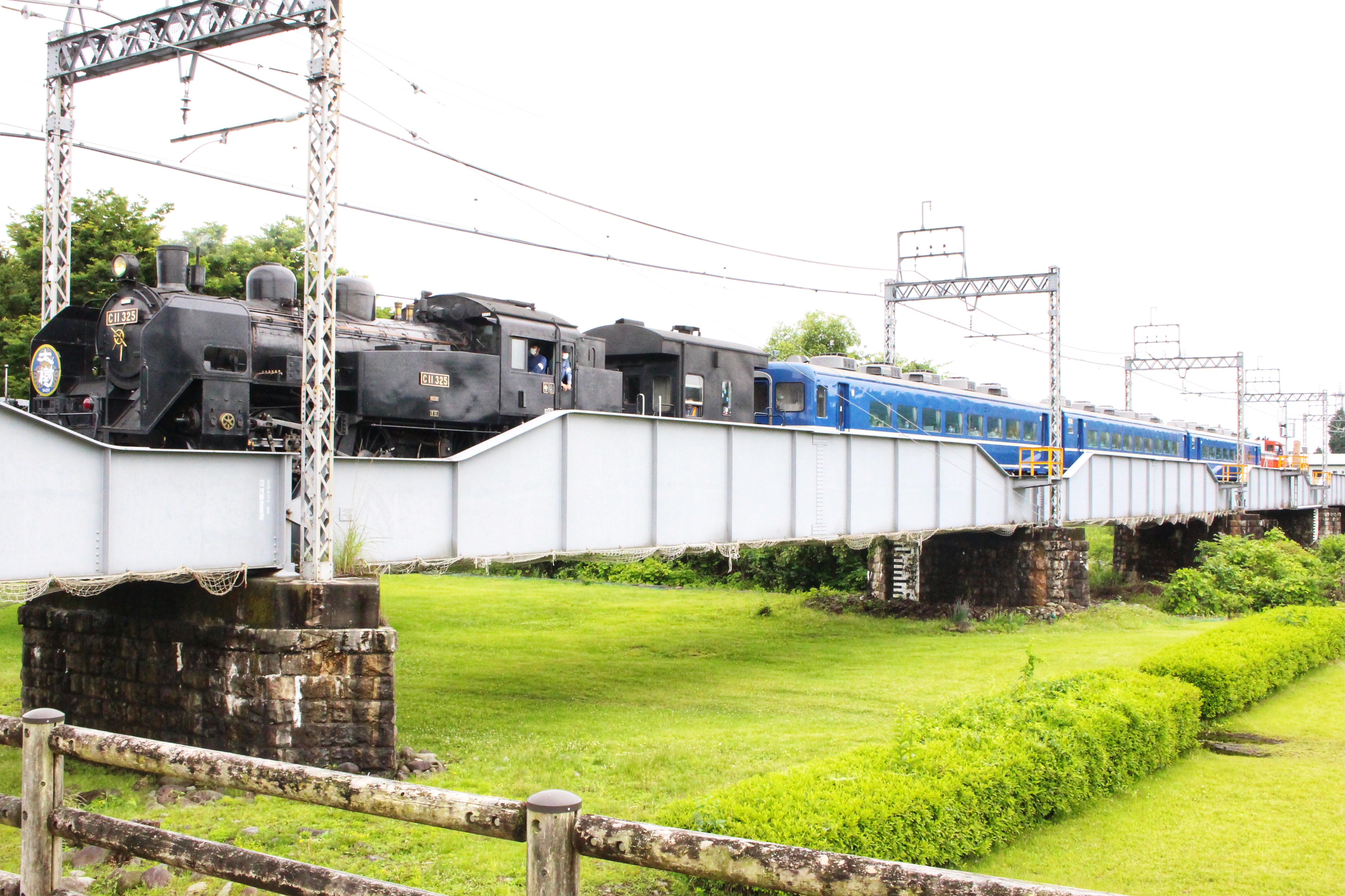
大谷川橋梁を渡るSL大樹

SL運転技術習得や検修のために既にSLを走らせているJR・私鉄・第三セクター鉄道各社に乗務員の研修を依頼しており、機関士は秩父鉄道で2名、大井川鐵道で2名、真岡鐵道で1名の計5名が研修を受けて甲種蒸気機関車運転免許を取得、機関助士はJR北海道で2名、真岡鐵道で2名、自社で4名の計8名が研修を受けて養成されている。SLの検修を受け持つ検修員はJR北海道で8名が研修を受けて養成されている。また、後部補機のDL機関士（運転士）の養成も真岡鐵道と会津鉄道で4名が研修を受けて甲種内燃車運転免許に転換しており、後にさらに1名が真岡鐵道で養成を行った。SLに乗務する時には、機関士2名と機関助士1名の3名乗務を基本としており、検修員も必ず乗務する。このように、SL大樹の運行は日本全国の鉄道会社の協力で実現している。
下今市駅には、JR西日本長門市駅構内にある国鉄長門機関区で使用されていた転車台が、鬼怒川温泉駅には、JR西日本三次駅構内にある国鉄芸備線管理所（三次機関区）で使用されていた転車台が、それぞれ譲渡を受けて運ばれて整備されている。これは、全てのSL列車でSLを正向き（ボイラー側を前）で運行させるため、両駅での転向に備えたものである。また、下今市駅の構内にはSL・DLが配置される下今市機関区とSL見学エリアとして「SL展示館・転車台広場」を開設した。転車台広場では、C11 207やDE10 1099の構内入換や転向を間近に見られるほか、3線配置の扇形庫を新設しており、運行日以外では、扇形庫の側面まで行け、扇形庫内で点検・整備中のC11 207を見ることができる。機関車の仕業点検・交番検査や運転の合間の缶替え・火床整理などは、近隣環境の観点から、排気濾過装置が設置された扇形庫内で実施される。
オリジナルグッズ（手ぬぐい、マグネットクリップ、ICカード入れ、キーホルダー、プラバッジ、トートバッグ、クリアファイル、ボールペンなど）が下今市駅3・4番線ホーム売店、鬼怒川温泉待合室内売店で販売されている。
SL大樹の運行が開始された2017年（平成29年）8月10日から『SL「大樹」完全乗車キャンペーン』が展開されており、記念乗車証を集めると枚数に応じて「今市報徳二宮神社の御守」「ピンバッジ」「完全乗車記念ブック」の各景品が受け取れる。期間は2018年（平成30年）8月9日まで。その後も、記念乗車証のデザインの変更や景品を変更しながら、断続的に同様のキャンペーンが行われている。
2018年（平成30年）11月12日・11月16日にNTTドコモを主体としてNECおよびシャープの協力の元、SL大樹の客車への5G通信を用いた走行中のSLの8K映像伝送試験および4K映像コンテンツ配信実験が行われている。
2019年（平成31年）2月にはトミーテックが展開するキャラクターコンテンツ『鉄道むすめ』にて、SL大樹機関士をモデルとしたキャラクター「大桑じゅり」が発表された。東武鉄道は「大桑じゅり」をSL大樹のPR強化に活用するとし、同年4月1日から2021年（令和3年）3月31日まで、鉄道むすめコラボレーション記念乗車証の配布も実施した。
2019年（平成31年）4月30日から翌（令和元年）5月1日にかけて、DL大樹臨時夜行列車「ありがとう平成・こんにちは令和号」（南栗橋発鬼怒川温泉行き）がDE10+スハフ14 1+オハ14 505+スハフ14 5の編成で運行された。DL大樹としては初の夜行列車であった。
2020年（令和2年）8月23日に南栗橋駅→鬼怒川温泉駅→下今市駅間でDE10 1109+スハフ14 501+オハ14 505+オハフ15 1による団体列車が運行された。DE10 1109とスハフ14 501は、同列車で運行を開始した。
2022年（令和4年）2月12日には、団体臨時列車として「DL大樹」が野岩鉄道会津鬼怒川線]・会津鉄道会津線経由でに初めて乗り入れし、下今市駅 - 会津田島駅間を往復運行した。この際の乗務員は全区間東武鉄道が担当した。2023年（令和5年）9月23日・24日には、団体臨時列車として「DL大樹」が野岩鉄道会津鬼怒川線・会津鉄道会津線・JR東日本只見線経由で会津若松駅までの営業運転が行われた。2025年（令和7年）4月5日・6日にも会津若松駅まで運行された。
東武鉄道は、SL大樹の運行開始から2019年（平成31年）3月末までの経済効果（観光消費額など）を、70億円と試算している。